# علم نفس الألم
الألم بالإنجايزية (ألم) : يعرف الألم بأنه ظاهرة متعددة الأبعاد ويتضمن جوانب معرفية ووجدانية وحسية وبيئية سواء في وجود أو غياب الأسباب الباثولوجية (أحمد،2010).

## النظريات النفسية المفسرة للألم

### افتراضات مدرسة التحليل النفسي
يرى فرويد بأن الألم يثير مشاعر الاستياء، مما يؤدي إلى الإحساس بالذنب، علاوة على أنه عرض هستيري شائع وغالباً ينجم عن الإحباط . ويرى التحليلين وفق نظرية التحليل النفسي بأن الألم عكس اللذة، ويفسر الألم على أنه لذة لم يستطيع الفرد أن يحصل عليها حيث أن الإنسان يسعى للوصول للذة وبالتالي أي ألم وتوتر هو حالة من التناقض حتى يصل الفرد إلى الشعور باللذة. كذلك يعتبر التحليلين بأن الألم هو حالة تنتج عن صدمة كبيرة تعرض لها الفرد، أو ناجم عن تعرض حياته للخطر، حيث يصاب الفرد بحالة تسمى عصاب الصدمة وغالباً ما يكون الألم من النوع الإدراكي (هيشان، 1990).

### النظرية السلوكية والألم المزمن
قام فورديس بوضع نموذج لتفسير الألم بالاعتماد على النموذج الإجرائي على أساس أن السلوك يستجيب للتأثيرات البيئة، وهناك استجابات للسلوك الذي يليه معززات تحافظ على زيادة الوتيرة في السلوك وتكراره. في حين السلوكيات التي تتعرض للتجاهل أو العقاب تزداد لفترة قصيرة ولكنها سرعان ما تقل، وأشار فورديس إلى سلوك الألم من خلال استجابات الألم مع البيئة، بحيث أن الشخص الذي يعاني من الألم ويقوم بسلوكيات الألم مثل التكشيرة يتلقى معززات على شكل التعطاف في حين إذا تعرضت سلوكيات الألم للتجاهل تتضح بصورة أخرى هي السلوكيات المناسبة (well behaviors) كالمحافظة على التمارين، وأسلوب الحياة النشط،  ومع مرور الوقت سوف تزيد هذه السلوكيات الايجابية وسوف يتحسن الألم بعكس الصورة الأولى التي سيقل بها نشاط الفرد ويزداد الألم  (Fordyce et al., 1968).

#### قياس الألم
مقياس متدرج الألم البصري (Visual Analog Scale) :
 ويتكون من أحد عشر (11) تمثل شدة الألم الذي يقدره المريض، يبدأ من صفر والذي يعني أن المريض لا يشعر بألم، ويتدرج حتى يصل عشرة (10) ويعني أكثر ألم ممكن تخيله ويتم تقدير حدة الألم على النحو التالي صفر لا يوجد ألم، (1-2-3) ألم بسيط، ألم متوسط (4-5-6)،ألم شديد (7-8-9-10) (McCaffery, et al. 1989):.

##### علاقة الألم بجودة الحياة
توجهت العديد من الدراسات مؤخراً لمعرفة أثر الألم على المعيشة اليومية وجودة الحياة للفرد. وقد وجد أن هنالك اختلاف كبير بين الذكور والإناث في تصور شدة الألم من خلال التقدير الذاتي لدى أفراد المجتمع وإن جودة الحياة تختلف حسب توع الجنس ونوع حالة الألم. وتعمل المسكنات والتدخلات وأساليب التكيف/ التدبر(coping)  على خفض مستوى الألم وبالتالي تتحسن جودة الحياة لدى المرضى .
وعليه هنالك عوامل تتداخل فيما بينها في علاقة الألم وجودة الحياة مثل الدعم الاجتماعي، وتقدير الذاتself esteem  ، وأساليب التكيف / التدبر (coping) ، وسمات الشخصية personality traits) ) .(Azizabadi Farahani & Assari, 2010)  

## روابط خارجية
- Science Advances in Pain Research
- How psychologists can help with pain management
- The Psychology of Pain